# Центральный рынок (Новосибирск)
Центральный рынок — рынок в Центральном районе Новосибирска. Образовался в 1930-х годах между улицами Гоголя, Мичурина, Крылова и Каменской.

## История
Центральный рынок образовался в 1930-х годах.
В 1966 году здесь началась постройка крытого рынка, которая завершилась во второй половине 1970-х годов.
24 сентября 2009 года на территории рынка произошёл крупный пожар, загорелся один из торговых павильонов. Затем огонь перешёл на стоящие рядом с рынком киоски. Пожаром была охвачена площадь в 800 м². Во время происшествия никто не пострадал.
В 2011 году возле Центрального рынка на пересечении улиц Крылова и Каменской был установлен памятник «Покупатель и продавец», в скульптурной композиции изображена пожилая продавщица, предлагающая купить цветы мужчине, у которого в этот момент маленькая собачка вытягивает из сумки колбасу.